# Euacidalia albescens
Euacidalia albescens là một loài bướm đêm trong họ Geometridae.